# Kutas Ágnes
Kutas Ágnes (Budapest, 1966. január 21. –) textiltervező iparművész.
A Képző- és Iparművészeti Szakközépiskolában tanult 1980-tól 1984-ig, 1986-ban felvették a Magyar Iparművészeti Főiskolára, amit 1990-ben fejezett be. 1993-ban elvégezte az Iparművészeti Főiskola Mesterképzését is. 1990-94 között több tanulmányokat tett Olaszországban, ahol – többek között – kéziszövést oktatott. A FISE tagja.

## Válogatott csoportos kiállításai
- 1990: Frissdiplomások kiállítása, MIF
- 1990: Nemzetközi Textilkiállítás, Milánó
- 1993: Iparművészeti kiállítás, Csepel G.
- 1994: Víztorony G., Kézműves kiállítás és vásár, München